# Gohar Ayub Khan
Gohar Ayub Khan (en ourdou : گوہر ایوب خان), né le 15 janvier 1937 dans le district d'Haripur et mort le 17 novembre 2023, est un militaire et homme politique pakistanais.
Il surtout connu pour être est le fils du président pakistanais Muhammad Ayub Khan et avoir été président de l'Assemblée nationale puis ministre fédéral durant les années 1990.
Militaire de formation, Gohar Ayub Khan connaît une ascension militaire puis politique alors que son père est aux plus hautes fonctions de l’État. Il est membre de plusieurs factions de la Ligue musulmane du Pakistan, dont celle de Nawaz Sharif depuis 1988. Il est ainsi président de l'Assemblée nationale durant le premier mandat de chef de gouvernement de Sharif, puis ministre des affaires étrangères et ensuite ministre de l'eau et de l'énergie durant le second.

## Biographie
Gohar Ayub Khan est né le 15 janvier 1937 dans le district d'Haripur, alors situé dans la Province de la Frontière-du-Nord-Ouest, dans le Raj britannique. Il appartient à la tribu pachtoune Tarin. Il est le fils de Muhammad Ayub Khan qui est alors âgé de 29 ans et en pleine ascension dans sa carrière militaire au sein de l'Armée indienne britannique.
Gohar Ayub Khan fait lui-même des études militaires au sein de l'Army Burn Hall College d'Abbottabad, puis à Rawalpindi. Il est ensuite diplômé de l'Académie royale militaire de Sandhurst au Royaume-Uni. Il rejoint plus tard l'armée pakistanaise, progressant dans la hiérarchie jusqu'à atteindre le rang de capitaine, avant de démissionner en 1962 de toute fonction dans l'armée.

### Carrière politique

#### Ascension
Gohar Ayub Khan commence sa carrière politique durant les années 1960 alors que son père Muhammad Ayub Khan dirige le pays à la suite d'un coup d’État militaire en 1958.
Il est aide de camp de son père, durant ses déplacements internationaux notamment. À la suite de l'élection présidentielle de 1965, durant laquelle son père est réélu, il est accusé d'avoir eu une attitude provocatrice en ayant paradé dans des quartiers favorables à l'opposition à Karachi, ce qui conduit à des affrontements meurtriers. Il est également accusé de corruption durant cette période, alors qu'à la fin des fonctions présidentielles de son père en 1969, sa fortune personnelle est estimée à quatre millions de dollars.
Gohar Ayub Khan est élu cinq fois député de l'Assemblée nationale durant sa vie politique. Il l'est la première fois sous l'étiquette de la Ligue musulmane du Pakistan en 1965, puis est de nouveau élu sous l'étiquette du Tehrik-e-Istiqlal mené par Asghar Khan lors des élections législatives de 1977.

#### Président de l'Assemblée nationale
Gohar Ayub Khan est de nouveau élu député fédéral lors des élections législatives de 1990 sous l'étiquette de la Ligue musulmane du Pakistan (N) mené par Nawaz Sharif. Le 4 novembre 1990, il est élu président de l'Assemblée nationale, poste qu'il garde jusqu'à la démise des fonctions du Premier ministre, ce qui provoque des élections anticipées. Il quitte ses fonctions le 17 octobre 1993 et Youssouf Raza Gilani lui succède.

#### Ministre fédéral
Gohar Ayub Khan est réélu à son poste de député durant les élections législatives de 1993 mais son parti perd le scrutin. Il devient alors vice-chef de l'opposition à l'Assemblée nationale. Il est à nouveau réélu à la suite des élections législatives de 1997 alors que la Ligue musulmane du Pakistan (N) remporte cette fois une victoire majeure. Gohar devient alors ministre des affaires étrangères au sein du gouvernement de Nawaz Sharif.
Le 7 août 1998, il est remplacé par Sartaj Aziz à son poste, mais devient ensuite ministre de l'eau et de l'énergie et garde son poste jusqu'au 12 octobre 1999, quand le Premier ministre est renversé par un coup d’État militaire. Lors des élections législatives de 2002, il échoue à redevenir député.

### Famille
Gohar Ayub Khan est marié à Zeb Gohar Ayub, qui meurt le 18 décembre 2015 des suites d'un cancer du poumon
Son fils Omar Ayub Khan, né en 1970, a été brièvement ministre et député durant les années 2010,.